# Liste des députés bruxellois (2014-2019)
Pour les articles homonymes, voir Liste des députés bruxellois.
5e 7e
Liste des 89 députés pour la législature 2014-2019 au parlement bruxellois, à la suite des élections du 25 mai 2014 et à l'installation du parlement le 11 juin 2014.
Parmi ceux-ci, 19 () font aussi partie du parlement de la Communauté française de Belgique, proportionnellement :
| partis | partis | partis | partis | partis |
| cdH    | PS     | MR     | DéFI   | ECOLO  |
| 3      | 6      | 5      | 3      | 2      |
| ------ | ------ | ------ | ------ | ------ |

Deux députés du groupe francophone sont délégués au sénat comme sénateur (), comme suit:
| législature | partis | partis | partis | partis |
| .           | cdH    | PS     | MR     | ECOLO  |
| 54e         | 0      | 1      | 1      | 0      |
| ----------- | ------ | ------ | ------ | ------ |

Le parlement de la Communauté française de Belgique et le parlement flamand peuvent éventuellement aussi désigner un ou plusieurs députés du parlement bruxellois au Sénat.

## Liste par groupe au parlement

### Groupe linguistique francophone (72)

#### Parti SocialistePS (20)
1. Michèle Carthé (échevine de Ganshoren) remplace Rudi Vervoort[2](bourgmestre d'Evere)
2. Ridouane Chahid (échevin) remplace Rachid Madrane[2]
3. Caroline Désir (échevine) Chef de groupe
4. Bea Diallo (échevin)
5. Ahmed El Ktibi (échevin)
6. Nadia El Yousfi
7. Isabelle Emmery
8. Marc-Jean Ghyssels (Ancien bourgmestre de Forest)
9. Amet Gjanaj
10. Jamal Ikazban
11. Véronique Jamoulle
12. Hasan Koyuncu
13. Catherine Moureaux
14. Emin Özkara
15. Mohamed Ouriaghli (échevin)
16. Charles Picqué (bourgmestre de Saint-Gilles)
17. Simone Susskind
18. Sevket Temiz
19. Julien Uyttendaele remplace Fadila Laanan[2]
20. Kenza Yacoubi remplace (18.09.2017) Philippe Close (échevin, puis bourgmestre de Bruxelles-Ville),

#### Mouvement RéformateurMR (15)
1. Françoise Bertieaux (prés. CPAS)
2. Jacques Brotchi
3. Alain Courtois (échevin)
4. Olivier de Clippele
5. Anne Charlotte d'Ursel
6. Corinne De Permentier
7. Vincent De Wolf (bourgmestre d'Etterbeek), chef de groupe
8. Willem Draps
9. Dominique Dufourny (bourgmestre d'Ixelles)
10. Abdallah Kanfaoui
11. Marion Lemesre (échevine)
12. Jacqueline Rousseaux
13. Viviane Teitelbaum (échevine)
14. Gaëtan Van Goidsenhoven (échevin d'Anderlecht)
15. David Weytsman (depuis le 9 février 2018) remplace Boris Dilliès[3]

#### DéFI(12)
1. Éric Bott (échevin)
2. Bernard Clerfayt (Bourgmestre de Schaerbeek)
3. Michel Colson
4. Emmanuel De Bock, chef de groupe
5. Serge de Patoul (échevin)
6. Marc Loewenstein (22.7.14) (échevin) remplace Cécile Jodogne[2]
7. Fabian Maingain
8. Joëlle Maison (échevine)
9. Martine Payfa
10. Caroline Persoons (échevin)
11. Fatoumata Sidibe (22.7.14) remplace Didier Gosuin[2] (Bourgmestre d'Auderghem)
12. Michaël Vossaert (20.7.17) remplace Barbara d'Ursel de Lobkowicz (+ 13.7.17)

#### Centre démocrate humanisteCdh (8)
1. Benoît Cerexhe (Bourgmestre de Woluwe-Saint-Pierre), chef de groupe
2. Julie De Groote
3. André du Bus de Warnaffe
4. Ahmed El Khannouss  (échevin)
5. Hamza Fassi-Fihri
6. Pierre Kompany
7. Bertin Mampaka Mankamba
8. Joëlle Milquet remplacée[4] par Hervé Doyen (Bourgmestre de Jette)(22.7.14-13.4.2016)

#### Ecolo(8)
1. Céline Delforge
2. Zoé Genot, chef de groupe
3. Anne Herscovici remplace (18/01/2019) Arnaud Pinxteren
4. Évelyne Huytebroeck (en affaires courantes, remplacée par Magali Plovie du 11-06-2014 au 20-07-2014)
5. Alain Maron
6. Magali Plovie remplace (30/06/2017) Isabelle Durant
7. Matteo Segers remplace (9/01/2019)  Christos Doulkeridis (remplacé par Jérémie Drouart (11-06-2014 - 20-07-2014)
8. Barbara Trachte

#### Parti du travail de BelgiquePTB-Go! (4)
1. Mathilde El Bakri
2. Claire Geraets
3. Youssef Handichi
4. Françoise De Smedt remplace (20.12.2018) Michaël Verbauwhede

#### Indépendants (5)
1. Mohamed Azzouzi (échevin) ex-PS
2. Alain Destexhe
3. Zahoor Ellahi Manzoor[5]
4. Mahinur Ozdemir[6]
5. Armand De Decker[7]

### Groupe linguistique néerlandophone (17)

#### Open Vlaamse Liberalen en Democraten(5)
1. Els Ampe (échevine), chef de groupe
2. René Coppens
3. Stefan Cornelis
4. Carla Dejonghe
5. Khadija Zamouri remplace Guy Vanhengel[2]

#### sp.a(3)
1. Fouad Ahidar
2. Hannelore Goeman remplace (27.5.16) Elke Roex
3. Jef Van Damme, chef de groupe (22.7.14) remplace Pascal Smet[2]

#### Vlaams Belang(1)
1. Dominiek Lootens-Stael, chef de groupe

#### Christen-Democratisch en Vlaams(2)
1. Paul Delva, chef de groupe
2. Brigitte Grouwels (ex-ministre, remplacée par Vincent Riga jusqu'au 20.7.14)

#### Groen(3)
1. Bruno De Lille, chef de groupe (ex-ministre, remplacé par Jos Raymenants jusqu'au 20-07-2014)
2. Annemie Maes
3. Arnaud Verstraete

#### N-VA(3)
1. Liesbet Dhaene
2. Cieltje Van Achter
3. Johan Van den Driessche, chef de groupe

### Profil et diplôme[8]

#### Répartition par genre
53 hommes (59,55 %) et 36 femmes (40,45 %), ce qui fait du Parlement bruxellois l'assemblée la plus paritaire du Royaume.

#### Répartition par classe d'âge
La moyenne d'âge (au 1er novembre 2016) au sein du Parlement bruxellois est de 50,5 ans.

#### Grade
- Doctorat - 8,99 %
- Master/Licence - 68,54 %
- Bachelier / Graduat / Candidature - 13,48 %
- Sans diplôme de l'enseignement supérieur - 8,99 %

#### Type de formation
- Droit - 30,86 %
- Sciences économiques, commerciales, de gestion - 14,81 %
- Philosophie et lettre - 11,11 %
- Sciences sociales - 8,64 %
- Sciences politiques et administration publique - 8,64 %
- Enseignement - 7,41 %
- Médecine - 7,41 %
- Ingénierie - 6,17 %
- Autres - 4,94 %

#### Mandats communaux
- 7 Bourgmestres (7,86 %)
- 23 Échevins (25,84 %)
- 36 Conseillers Communaux (40,44 %)
- 1 Président de C.P.A.S. (1,1 %)
- 22 Autres (24,71 %)

### Limitation des cumuls et incompatibilités
La loi prévoit une limitation des cumuls de mandats électif et certaines incompatibilités : un député bruxellois ne peut pas être également membre de la chambre des représentants, sénateur coopté, ministre ou secrétaire d’État, Gouverneur de province ou Vice-gouverneur. Enfin, le mandat de député régional ne peut pas être cumulé avec plus d'un mandat exécutif rémunéré.
Si un membre du Parlement devient ministre ou secrétaire d’État de la Région bruxelloise, un membre suppléant est automatiquement appelé à siéger tant que le membre qu’il supplée reste ministre ou secrétaire d’État. Depuis la dernière réforme de l’État (juin 2001), les suppléants jouissent du statut de membre du Parlement et remplacent en tant que membre du Parlement un ministre ou un secrétaire d’État pendant la durée de son mandat exécutif.

## Bureau
Le bureau du parlement fonctionne également comme bureau de la Commission communautaire commune (CoCom).
- Charles Picqué (PS), président ;
- Fouad Ahidar (Spa), vice-président de l'autre rôle linguistique;
- Armand De Decker(MR), premier vice-président ;
- Bernard Clerfayt (DéFI), deuxième vice-Président ;
- Emin Özkara (PS), troisième vice-président ;

### Bureau élargi
Composé des chefs de groupe et de représentants de groupes ayant plus que 15 élus:
- Caroline Désir (PS)
- Olivier de Clippele (MR)

### Secrétaires
- Françoise Bertieaux (MR)
- René Coppens (Open Vld)
- André du Bus de Warnaffe remplace Bertin Mampaka Mankamba (cdH)
- Céline Delforge (Ecolo)
- Nadia El Yousfi (PS)
- Martine Payfa (DéFI)
- Annemie Maes (Groen)
- Jacques Brotchi (MR)
- Liesbet Dhaene (N-VA)
- Stefan Cornelis (Open Vld)

## Commission communautaire française(CoCoF)
La CoCoF regroupe tous les parlementaires du groupe liguïstique francophone.

### Bureau
- Hamza Fassi-Fihri (cdH), président
- Michèle Carthé (PS), 1re Vice-présidence
- Alain Courtois (MR), 2e Vice-présidence
- Serge de Patoul (DéFI), 3e Vice-présidence
- Jamal Ikazban (PS), secrétaire
- Vincent De Wolf (MR), secrétaire

### Chefs de groupe
- Catherine Moureaux (PS)
- Gaëtan Van Goidsenhoven (MR)
- Michel Colson (DéFI)
- André du Bus de Warnaffe (cdH)
- Alain Maron (Ecolo).

## Commission communautaire néerlandaise(CoCoN)
La CoCoN (en néerlandais Vlaamse Gemeenschapscommissie (VGC)) regroupe tous les parlementaires du groupe liguïstique néerlandophone.

### Bureau
- Carla Dejonghe (Open Vld), présidence
- Paul Delva (CD&V), Vice-présidence

Membres :
- René Coppens (Open Vld)
- Elke Roex (sp.a)
- Pascal Smet (sp.a)
- Annemie Maes (Groen)
- Cieltje Van Achter (N-VA).